# Gäddetjärnet, Västergötland
Gäddetjärnet är en sjö i Bollebygds kommun i Västergötland och ingår i Rolfsåns huvudavrinningsområde.